# 多治見市自主運行バス

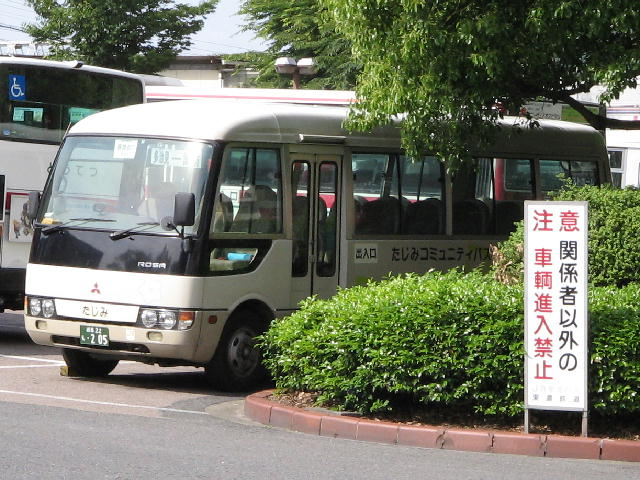
多治見市自主運行バス(旧:三菱ふそう ローザ)

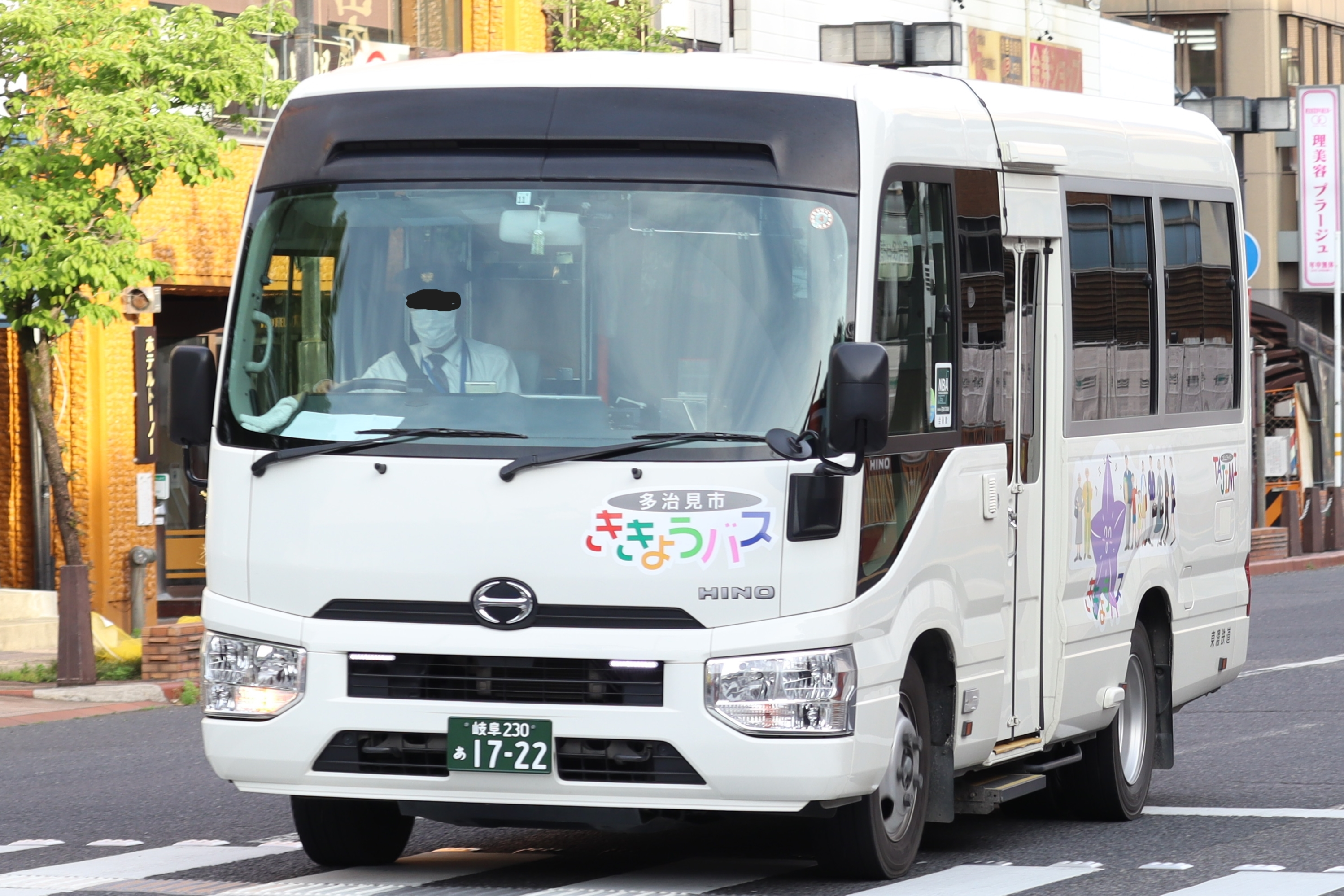

多治見市自主運行バス（たじみしじしゅうんこうバス）とは、岐阜県多治見市が東濃鉄道に委託して運行しているコミュニティバスである。
廃止された東鉄バス廿原線（多治見市中心部と多治見市西部の廿原（つづはら）地区を結ぶ路線）を、多治見市が自主運行しているバスである。現在は廿原地区から隣接の諏訪地区まで区間延長している。その他、廿原町、諏訪町に住む多治見市立池田小学校、多治見市立平和中学校の生徒を送迎するスクールバスとしても運行をしている。
同じく多治見市が運行するききょうバスとは異なるが、車両は2017年に新車導入された、ききょうバスと書かれた日野リエッセIIが使用されている。

## ルート
- 総合福祉センター - 多治見駅  -　県病院 - 池田 - 廿原ええのお前 - 三の倉（地球村） - 諏訪2丁目  （平日第1・2便：岐阜県立多治見病院構内経由）
- 昭和体育館 - 多治見駅 - 池田 - 廿原ええのお前 - 三の倉（地球村）- 諏訪2丁目 （平日第3便と土日祝第1・６便：平日のみは岐阜県立多治見病院構内経由）
- 廿原ええのお前 - 三の倉 - 諏訪2丁目 - 古虎渓駅 （土日祝第2～5便）

## 運賃
- 区間距離制 ただし、廿原・三の倉・諏訪地域内は160円均一。
- 平日10時〜16時の便は多治見市内は運賃上限200円制度が適用される。

## 歴史
- 1998年（平成10年）4月1日 - 運行開始。